# Antoine Durenne

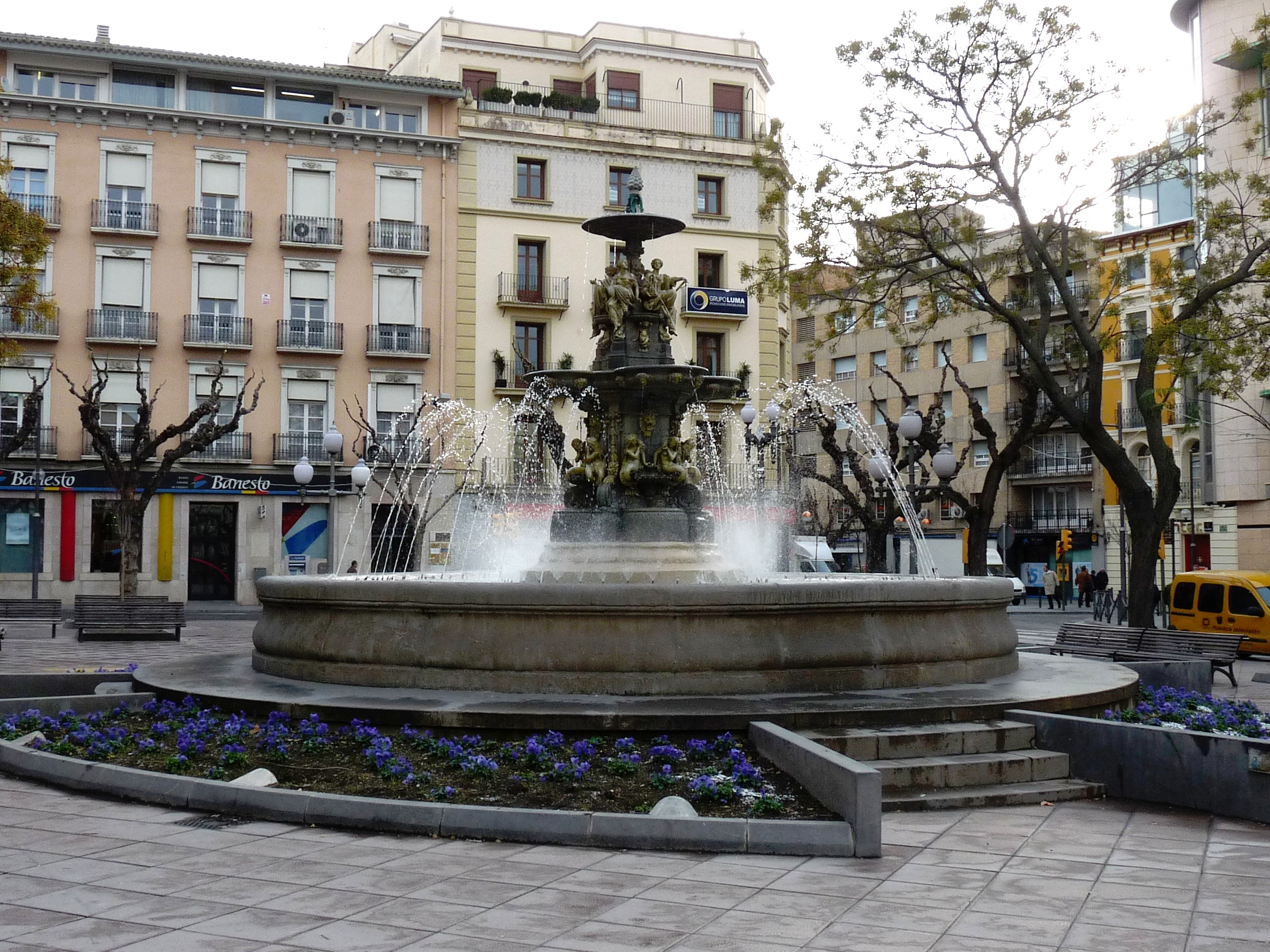
Fuente de las musas, 1855. Huesca, España.

Antoine Durenne (7 de julio de 1822, París, Francia-1 de enero de 1895, París, Francia) fue un escultor y  fundidor de metales francés. Es principalmente conocido por en su trabajo como fundidor artístico haber reproducido las obras de diferentes artistas, entre ellos: Carrier-Belleuse, Emmanuel Frémiet, Rouillard, Delabrière, Nicolas Caïn, Mathurin Moreau, Bartholdi y Emmanuel Frémiet.

## Biografía
Antoine Durenne nació en París el 7 de julio de 1822.
Durenne fue alumno de la École des arts et métiers de Angers en 1841, y de la École des Beaux-Arts en 1842. Fue miembro fundador de la Escuela nacional superior de artes decorativas.
En 1857 compró la fundición de Sommevoire.

## Obras
- Ninfa del Cántaro, Málaga
- Ninfa de la Caracola, Málaga
- Fuente de las Musas, Huesca
- Fuente Ross, Edimburgo
- Fuente de las Tres Gracias, Barcelona
- La Negrita, Antequera (Málaga)